# Yves Diba-Ilunga
Pour les articles homonymes, voir Diba et Ilunga.
Yves Diba Ilunga est un footballeur international congolais né le 12 août 1987 à Lubumbashi. Il évolue au poste d'attaquant pour le club qatari d'Al Kharitiyath et l'équipe nationale congolaise.

## Biographie
Il est sélectionné pour la première fois le 11 août 2010 avec l'équipe A de la République démocratique du Congo lors d'un match amical contre l'Égypte où il signe par la même occasion son premier but en équipe nationale A. Auparavant, il avait été appelé en équipe A' lors des éliminatoires et de la phase finale du CHAN 2009 (Championnat d'Afrique des nations). Son premier match avec les A' fut joué à Lubumbashi contre la République du Congo en phase éliminatoire. À cette occasion, il ouvrira le score d'un match qui se soldera par une victoire 3-0.